# Jonathan Coe

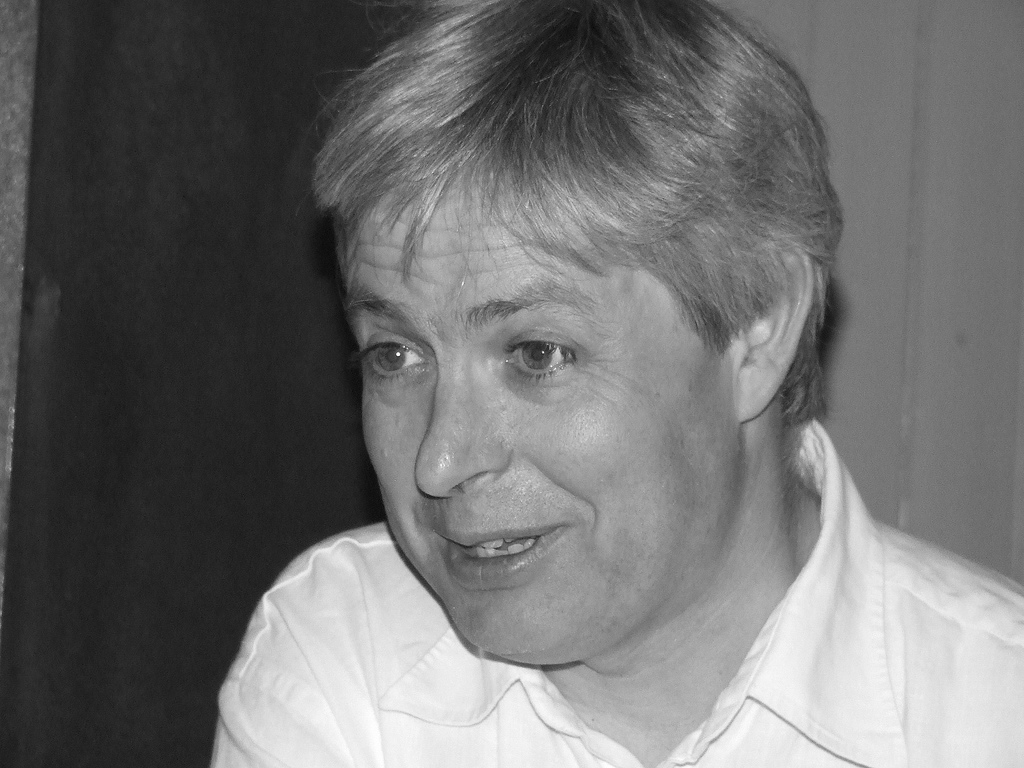
Jonathan Coe, 2006

Jonathan Coe (Bromsgrove, 19 augustus 1961) is een Engels schrijver.

## Leven en werk
Coe studeerde Engelse literatuur aan het Trinity College te Cambridge en promoveerde aan de Universiteit van Warwick, waar hij tevens gedoceerd heeft. Aanvankelijk had hij ambities in de popmuziek, maar vanaf 1987 richt hij zich naast zijn doceren voornamelijk op het schrijven van satirische romans. Vaak verweeft hij politieke thema’s in zijn werk, bijvoorbeeld in What a Carve Up! (1994, Nederlands: Het moordend testament), waarin hij het politieke klimaat onder Margaret Thatcher op de hak neemt. Verder blijft ook zijn liefde voor de muziek voortdurend als rode draad aanwezig. Hij toont zich een liefhebber van progressieve rock en zijn boek The Rotters' Club (2001) is bijvoorbeeld genoemd naar een album van Hatfield and the North. Deze roman beschrijft het leven van enkele teenagers die in de jaren zeventig de meisjes, de progressieve rock en de punk ontdekken maar ook worden geconfronteerd met stakingen en bomaanslagen van de IRA.
Coe publiceerde twee sequels op The Rotters' Club. Hij situeerde The Closed Circle (2004, Nederlands: De gesloten kring) aan het einde van de jaren negentig. Het verhaal van Middle England (2018, Nederlands: Klein Engeland) speelt zich af tussen 2010 en 2018 en brengt, naast het tonen van relationele evoluties, onderwerpen als de Brexit, de klimaatverandering en Donald Trump ter sprake.  
The Rotters' Club en What a Carve Up! werden bewerkt voor de BBC en The Dwarves of Death (1990) werd verfilmd als Five Seconds to Spare. Het werk van Coe werd meermaals onderscheiden, onder andere met de Prix Médicis en de International IMPAC Dublin Literary Award. De meeste van zijn boeken zijn ook in het Nederlands vertaald.

## Kinderboeken
- The Broken Mirror, 2013; Nederlands: De Gebroken Spiegel

## Non-fictie
- Humphrey Bogart: Take It and Like It, 1991
- James Stewart: Leading Man, 1994
- Like a Fiery Elephant: The Story of B. S. Johnson, 2004